# Kitti
 Kitti est une municipalité de Pohnpei, dans le district du même nom, un des États fédérés de Micronésie. Elle compte 6 470 habitants en 2010.

## Démographie
| 1920  | 1925  | 1930  | 1935  | 1958  | 1967  | 1970  |
| ----- | ----- | ----- | ----- | ----- | ----- | ----- |
| 1 322 | 1 399 | 1 489 | 1 500 | 1 896 | 2 369 | 2 436 |

| 1973  | 1980  | 1985  | 1994  | 2000  | 2010  | - |
| ----- | ----- | ----- | ----- | ----- | ----- | - |
| 2 427 | 3 401 | 3 987 | 5 178 | 6 007 | 6 470 | - |